# 呉敬恒
呉 敬恒（ご けいこう）または呉 稚暉（ご ちき）は、清末・中華民国の革命家・政治家・教育者・言語学者。中国同盟会以来の革命派人士で、中国国民党の反共右派として知られる。
名の敬恒、字の稚暉のいずれも使われることが多いが、本稿では名の敬恒を便宜的に使用する。旧名は朓。晩号は朏盦。

## 事跡

### 変法派への参加
貧しい家庭に生まれたが、呉敬恒は苦学の末に22歳で秀才となった。1891年（光緒17年）に郷試で合格したが、その後会試を2度受験して2度とも落第している。1897年（光緒23年）に北洋大学堂にて漢文教習（教師）となった後、呉は変法思想に傾倒し、康有為の「公車上書」に署名を列ねた。1899年（光緒25年）、南洋公学学長となり、さらに群智会と呼ばれる団体を結成して蔡元培と友人となっている。
1901年（光緒27年）春、呉敬恒は自費で日本に留学し、宏文学院で学ぶ。翌年、成城学校入学を望む留学生のために、呉は駐日公使館前での座り込みデモに参加した。しかし駐日公使蔡鈞により強制排除され、呉は悲憤の余り自殺を図ったが、日本の警察により救護されている。その後まもなく帰国した。帰国後、呉は蔡元培・章炳麟（章太炎）らと上海で愛国学社を組織し、呉が学監となった。その後、反清の言論活動を展開したが、1903年（光緒29年）に指名手配を受け、香港に逃亡している。

### 中国同盟会への参加
まもなく呉敬恒はイギリスに渡り、ロンドンで孫文（孫中山）と出会う。呉は孫の思想に傾倒し、1905年（光緒31年）冬、中国同盟会に加入した。翌1906年（光緒32年）12月、呉は張静江（張人傑）・李石曽（李煜瀛）らとパリに移り、「世界社」という団体を結成した。1907年（光緒33年）6月には週刊誌『新世界』を刊行し、民主革命と同時に無政府主義の学説を宣伝した。1909年（宣統元年）、呉はロンドンに戻り、英語や銅版写真技術など様々な分野の学術・芸術を習得している。
辛亥革命が勃発すると、呉敬恒は急遽帰国し、1912年（民国元年）1月、南京に在った孫文の下に駆けつけた。孫は呉に教育総長の地位を提示したが、呉は固辞し、全国読音統一会会長に就任して中国語の表記方法の改善に尽力。1913年（民国2年）の第二革命（二次革命）で革命派が敗北すると、呉は再び欧州に赴く。
1915年（民国4年）夏、呉敬恒は李石曽・蔡元培・汪兆銘（汪精衛）らとパリで「留法倹学会」や「華法教育会」を組織し、勤工倹学運動を展開した。1917年（民国6年）、呉は羅馬字母派だったため、偏秀派の王照読音統一会副会長と議論がまとまらず、結局章炳麟の考案した注音字母で決定し、『国音辞典』を商務印書館から刊行した（1920年（民国9年）には北京政府教育部から発行されている）。1921年（民国10年）には、リヨン中法大学を創設し、呉が校長となった。

### 反共右派路線へ

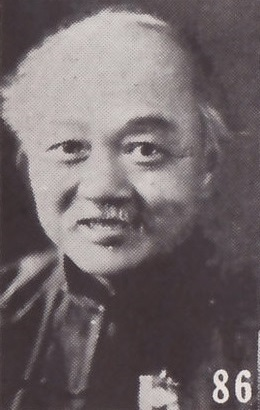
呉敬恒別影（『最新支那要人伝』1941年）

1923年（民国12年）に呉敬恒は帰国し、広州で孫文に合流した。1924年（民国13年）1月、中国国民党第1回全国代表大会が開催されると、呉は中央監察委員に選出され、以後第6期まで連続してこの地位に選ばれている。同年11月、孫が北京に向かうと呉もこれに随従し、翌1925年（民国14年）3月の孫の逝去にも立ち会った。呉は北京で海外補習学校を創設し、国民党要人のために留学準備の学習を提供した。このとき、蔣介石の子・蔣経国も呉の下で学んでいる。
同年11月、国民党右派が北京で独自に1期4中全会を開き、いわゆる西山会議派を結成すると、呉敬恒もこれに賛同を示した。ところが呉や戴季陶は、汪兆銘ら国民党左派に対しても直ちに敵対姿勢をとらず、むしろ説得・交渉をすべきだとの穏健路線をとる。これに西山会議派内の強硬派が反発し、さらに戴が強硬派に殴打される事件が起きたため、呉と戴は憤然と派を離脱した。
1927年（民国16年）4月の上海クーデター（四・一二政変）には、呉敬恒は事前から蔣介石に協力した。南京に蔣派の国民政府が成立した際には、呉はその成立大会で反共演説を行っている。その後も呉は蔣介石を一貫して指示し続け、反蔣運動には言論で批判を加えたが、その一方で蔣から様々な要職を提示されても一切固辞した。また、中国語表記の改善には引き続き取り組んでおり、1930年（民国19年）には注音字母を改良して注音符号を創出し、1932年（民国21年）5月に『国音常用字彙』を刊行している。

### 戦中・戦後の活動

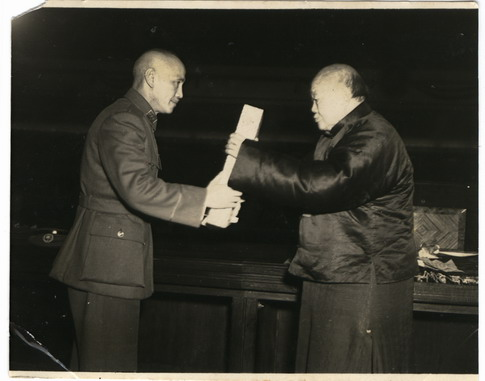
1946年の制憲国民大会において蔣介石（左）に中華民国憲法の文書を手交する呉敬恒

1931年（民国20年）の満州事変（九・一八事変）に際しては、呉敬恒は抗日の姿勢を明らかにし、翌年3月の国民党4期2中全会では、『救国綱領意見』と『抗日救国綱領草案』を提出している。1938年（民国27年）12月、汪兆銘・陳璧君夫婦が重慶を脱出してハノイに至ると、長年来交遊があった呉は急いで諫止の手紙を送ったが、省みられることはなかった。翌年1月、激怒した呉は、国民党緊急中央会議において、汪の党籍につき永久削除を提案し、採択されている。
1943年（民国32年)8月、国民政府主席林森が交通事故により死去すると、蔣介石は呉敬恒に後任の主席となるよう要請した。しかし呉は、「タキシードに蝶ネクタイって柄でも無いし、笑顔なんて外国の行使に見せるほどでも無い」としてこれを固辞している。1946年（民国35年）11月の制憲国民大会と1948年（民国37年）の行憲国民大会にも代表として選出され、前者では国民大会主席として中華民国憲法の文書を蔣介石に手交した。1949年（民国38年）2月、呉は台湾に移住する。以後、中央研究院院士、国民党中央評議委員などをつとめたが、基本的に政治には関与せず閑居した。
1953年（民国42年）10月30日、台湾にて病没。享年89（満88歳）。